# プレイス・イン・ザ・ハート
『プレイス・イン・ザ・ハート』（Places in the Heart）は、ロバート・ベントンが脚本・監督した1984年公開のアメリカ映画。
アメリカ南部に暮らす専業主婦の女性が予期せぬ夫の死に遭遇し、周囲の人々の協力を受けながら勇気を持って自立してゆく姿を描く。
『クレイマー、クレイマー』で第52回アカデミー監督賞・脚色賞を受賞したロバート・ベントンが監督・脚本を兼任し、本作は第57回アカデミー賞においてロバート・ベントンが脚本賞、サリー・フィールドが2度目の主演女優賞を受賞。

## ストーリー
1935年の大恐慌時代のテキサス州ワクサハチーの小さな町での物語である。
エドナは保安官の夫、ロイスと小さな二人の子供を育てながら平和に暮らしていた。ある日の朝早く、ロイスは部下の副保安官ジャックに呼ばれて、酒に酔っ払って銃を撃っている黒人ワイリーに対処するために、朝食もままならない内に出かけて行く。ロイスは、ワイリーをよく知っていたので彼をなだめていたが、振り回している銃がロイスに向いたときに発砲が起きてしまい、ロイスは腹を撃ち抜かれてしまう。エドナの元にロイスの遺体が運ばれて来て、彼女は衝撃をうける。なんとか二人の子供にこの事実を説明するのがやっとのことだった。ワイリーは白人達の私刑を受け殺された。ロイスの葬儀が行われ、エドナの妹のマーガレットは彼女を慰める。エドナは彼女にこの先、子育てと家事しかしたことのない自分が、どうやって子供たちを養っていけばいいのかわからないと不安を訴える。
しばらくすると、ファースト農業銀行からデンビーという銀行員が訪ねてくる。お金のことは、すべてロイスにまかせていたエドナは初めて自分の家の経済状態を知ることになる。ロイスは家の購入資金を銀行から借り入れていた。未返済の金額が3681ドル残っており、年2回240ドルの支払い義務があった。この次の支払いは10月15日だったが、預金残高は160ドルだった。そこでエドナはデンビーから自宅を売るように勧められる。この不景気な状況では子供をご主人の親戚に預け、あなたはお姉さんのところに身を寄せるのが最善策だと、デンビーは親身になって提案するがエドナはこの提案を頑として受け入れない。
エドナは姉マーガレットを訪ね、美容師の仕事で雇ってもらえないかと相談するが、彼女の方も人を雇う余裕はなかった。
その日の夜、副保安官ジャックが黒人の男をつれてやって来た。彼はこの男はお宅の銀食器を持ってうろついていましたと言う。とっさに彼女は「この人はうちで雇った人です」と嘘をついて彼をかばった。彼女は以前、流れ者の彼に食事を与え、家の雑用をしてもらった事があった。彼の名はモーゼスと言った。エドナにはひらめいた考えがあり、綿花を栽培したらいくらになるか、モーゼスに尋ねた。「お宅には畑が30エーカーあるから、300ドルほどになります」と彼は言う。彼は5歳のときから綿花畑で働いていて、綿のことはなんでも知っているという。彼女はこのひらめきに賭け、彼に納屋の隣の小屋に住むように言う。彼は食器を盗んだことを見逃してもらったことに感謝した。
次の日、銀行員のデンビーが目の不自由な男性を連れてきた。ウィルという名の彼の義理の弟で、戦争に行って失明してしまい今は椅子とほうき作りの職人をしているという。デンビーは彼に部屋貸しをして、少しでも現金収入を得てはどうかとエドナに勧めに来たのだった。この提案を彼女は受け入れることにする。
エドナはモーゼスと共に綿花の種を50ポンド購入し、馬を使って畑を耕し、種まきを行った。銀行への支払いには30エーカーの畑からの収穫だけでは不十分で、さらに町で一番早く綿を収穫した者に与えられる賞金100ドルを獲得する必要があった。
収穫の時が来た。エドナは一番で収穫するためモーゼスに働き手を10人集めてもらい、子供たちや姉夫婦の手も借りる。その間の食事の準備は盲目のウィルが担当した。最後の日には徹夜で収穫をし、目標の日に全部を収穫することに成功する。エドナは町で収穫の一番乗りとなり、売り上げ金と賞金100ドルを獲得する。
しかし、そのことを心よく思わない一部の人たちが目出し帽に白服姿でモーゼスを襲い、袋叩きにする。母屋にいたウィルは異変に気付いて、銃を持ち出してモーゼスを襲った連中を追い払う。その夜、モーゼスは自分の危険とエドナ一家の危険を考え、エドナに別れを告げる。「自分はここでの生活をこれ程、好きになるとは思っていなかった。」と別れのつらさを語るモーゼスに対し、エドナは「あなたは何も無かった土地から誰よりも見事な収穫を上げた。肌の色は関係ない。収穫一番乗りはあなたの手柄。それを忘れないで。」と言葉をかけ彼を送り出す。
ある晴れた日、町の教会ではミサが行われていた。説教の後に振る舞われるパンとワイン。そこには、町を出たはずのモーゼス、亡くなったはずのロイスとワイリーも参列していた。

## キャスト
- エドナ・スポルデイング： サリー・フィールド - 専業主婦
- ロイス・スポルディング：　レイ・ベイカー - エドナの夫・保安官
- マーガレット・ローマックス：　リンゼイ・クローズ - エドナの姉・美容師
- ウェイン・ローマックス：　エド・ハリス - マーガレットの夫
- ヴァイオラ・ケルシー：　エイミー・マディガン - 教師
- バディー・ケルシー：　テリー・オクイン	 - ヴァイオラの夫
- アルバート・デンビー：　レイン・スミス - 銀行員
- ウィル：　ジョン・マルコヴィッチ - 失明したデンビーの義弟
- モーゼス：　ダニー・グローヴァー - エドナの使用人となる流れ者の黒人
- フランク：　ヤンクトン・ハットン - エドナの息子
- ポッサム：　ジェニー・ジェームズ - エドナの娘

※日本語吹替は、1985年に公開されたJAL機内上映版が存在する。

## 受賞/ノミネート
| 映画祭・賞                   | 部門                   | 候補                   | 結果       |
| ---------------------------- | ---------------------- | ---------------------- | ---------- |
| アカデミー賞                 | 主演女優賞             | サリー・フィールド     | 受賞       |
| アカデミー賞                 | 脚本賞                 | ロバート・ベントン     | 受賞       |
| アカデミー賞                 | 作品賞                 | マイケル・ハウスマン   | ノミネート |
| アカデミー賞                 | 監督賞                 | ロバート・ベントン     | ノミネート |
| アカデミー賞                 | 助演男優賞             | ジョン・マルコヴィッチ | ノミネート |
| アカデミー賞                 | 助演女優賞             | リンゼイ・クローズ     | ノミネート |
| アカデミー賞                 | 衣装デザイン賞         | アン・ロス             | ノミネート |
| ベルリン国際映画祭           | 銀熊賞                 | ロバート・ベントン     | 受賞       |
| 全米映画批評家協会賞         | 助演男優賞             | ジョン・マルコヴィッチ | 受賞       |
| ニューヨーク映画批評家協会賞 | 脚本賞                 | ロバート・ベントン     | 受賞       |
| ゴールデングローブ賞         | 主演女優賞(ドラマ部門) | サリー・フィールド     | 受賞       |
| トロント国際映画祭           | 観客賞                 | ロバート・ベントン     | 受賞       |

## 日本語版スタッフ
- 字幕翻訳：戸田奈津子